# Ahvenlampi (sjö i Finland, Lappland, lat 66,38, long 27,45)
Ahvenlampi är en sjö i Finland. Den ligger i kommunen Kemijärvi i landskapet Lappland, i den norra delen av landet, 700 km norr om huvudstaden Helsingfors. Ahvenlampi ligger 205,5 meter över havet. Arean är 36,3 hektar och strandlinjen är 3,3 kilometer lång. Sjön  ingår i Kemi älvs huvudavrinningsområde. 